# Dino Toppmöller
Dino Nicolas Toppmöller (Wadern, 23 novembre 1980) è un allenatore di calcio ed ex calciatore tedesco, di ruolo attaccante, tecnico dell'Eintracht Francoforte.

## Biografia
È il figlio di Klaus Toppmöller, a sua volta calciatore e allenatore. Si chiama Dino in onore di Dino Zoff, calciatore che il padre stimava molto.

## Carriera
Dopo aver abbandonato il calcio giocato nel 2016, Toppmöller ha allenato il Dudelange fino al 2019, con cui ha vinto per tre volte di fila il campionato lussemburghese e ha ottenuto una storica qualificazione ai gironi di Europa League nella stagione 2017-18. In seguito è passato al Virton, ma viene esonerato dopo pochi mesi.
Dopo essere stato scelto come vice di Julian Nagelsmann, prima al Lipsia e al Bayern Monaco dopo, nel 2023 Toppmöller è diventato l'allenatore dell'Eintracht Francoforte, che ha portato al 3° posto nella Bundesliga 24-25, con conseguente qualificazione per la Champions League 2025-26.

## Statistiche

### Statistiche da allenatore
Statistiche aggiornate al 17 maggio 2025. In grassetto le competizioni vinte.
| Stagione                     | Squadra                      | Campionato                   | Campionato | Campionato | Campionato | Campionato | Coppe nazionali | Coppe nazionali | Coppe nazionali | Coppe nazionali | Coppe nazionali | Coppe continentali | Coppe continentali | Coppe continentali | Coppe continentali | Coppe continentali | Altre coppe | Altre coppe | Altre coppe | Altre coppe | Altre coppe | Totale | Totale | Totale | Totale | % Vittorie | Piazzamento |
| Stagione                     | Squadra                      | Comp                         | G          | V          | N          | P          | Comp            | G               | V               | N               | P               | Comp               | G                  | V                  | N                  | P                  | Comp        | G           | V           | N           | P           | G      | V      | N      | P      | %          | Piazzamento |
| ---------------------------- | ---------------------------- | ---------------------------- | ---------- | ---------- | ---------- | ---------- | --------------- | --------------- | --------------- | --------------- | --------------- | ------------------ | ------------------ | ------------------ | ------------------ | ------------------ | ----------- | ----------- | ----------- | ----------- | ----------- | ------ | ------ | ------ | ------ | ---------- | ----------- |
| mar.-mag. 2013               | SV Mehring                   | OL                           | 13         | 8          | 1          | 4          | -               | -               | -               | -               | -               | -                  | -                  | -                  | -                  | -                  | -           | -           | -           | -           | -           | 13     | 8      | 1      | 4      | 61,54      | Sub., 13º   |
| lug.-nov. 2013               | SV Mehring                   | OL                           | 20         | 5          | 3          | 12         | -               | -               | -               | -               | -               | -                  | -                  | -                  | -                  | -                  | -           | -           | -           | -           | -           | 20     | 5      | 3      | 12     | 25,00      | Resc. cons. |
| Totale SV Mehring            | Totale SV Mehring            | Totale SV Mehring            | 33         | 13         | 4          | 16         |                 | -               | -               | -               | -               |                    | -                  | -                  | -                  | -                  |             | -           | -           | -           | -           | 33     | 13     | 4      | 16     | 39,39      |             |
| 2014-2015                    | R.M. Hamm Benfica            | EP                           | 26         | 22         | 2          | 2          | CL              | 3               | 2               | 1               | 0               | -                  | -                  | -                  | -                  | -                  | -           | -           | -           | -           | -           | 29     | 24     | 3      | 2      | 82,76      | 1º (prom.)  |
| 2015-2016                    | R.M. Hamm Benfica            | DN                           | 26         | 9          | 7          | 10         | CL              | 2               | 1               | 0               | 1               | -                  | -                  | -                  | -                  | -                  | -           | -           | -           | -           | -           | 28     | 10     | 7      | 11     | 35,71      | 9º          |
| Totale RM Hamm Benfica       | Totale RM Hamm Benfica       | Totale RM Hamm Benfica       | 52         | 31         | 9          | 12         |                 | 5               | 3               | 1               | 1               |                    | -                  | -                  | -                  | -                  |             | -           | -           | -           | -           | 57     | 34     | 10     | 13     | 59,65      |             |
| 2016-2017                    | F91 Dudelange                | DN                           | 26         | 20         | 5          | 1          | CL              | 6               | 6               | 0               | 0               | UCL                | 2                  | 0                  | 1                  | 1                  | -           | -           | -           | -           | -           | 34     | 26     | 6      | 2      | 76,47      | 1º          |
| 2017-2018                    | F91 Dudelange                | DN                           | 26         | 22         | 2          | 2          | CL              | 2               | 1               | 1               | 0               | UCL                | 2                  | 0                  | 0                  | 2                  | -           | -           | -           | -           | -           | 30     | 23     | 3      | 4      | 76,67      | 1º          |
| 2018-2019                    | F91 Dudelange                | DN                           | 26         | 18         | 5          | 3          | CL              | 6               | 6               | 0               | 0               | UCL+UEL            | 2+12               | 0+4                | 1+3                | 1+5                | -           | -           | -           | -           | -           | 46     | 28     | 9      | 9      | 60,87      | 1º          |
| Totale Dudelange             | Totale Dudelange             | Totale Dudelange             | 78         | 60         | 12         | 6          |                 | 14              | 13              | 1               | 0               |                    | 18                 | 4                  | 5                  | 9                  |             | -           | -           | -           | -           | 110    | 77     | 18     | 15     | 70,00      |             |
| ago.-nov. 2019               | Virton                       | 1B                           | 17         | 9          | 2          | 6          | CB              | 1               | 0               | 0               | 1               | -                  | -                  | -                  | -                  | -                  | -           | -           | -           | -           | -           | 18     | 9      | 2      | 7      | 50,00      | Eson.       |
| 2023-2024                    | Eintracht Francoforte        | BL                           | 34         | 11         | 14         | 9          | CG              | 3               | 2               | 0               | 1               | UECL               | 10                 | 4                  | 2                  | 4                  | -           | -           | -           | -           | -           | 47     | 17     | 16     | 14     | 36,17      | 6º          |
| 2024-2025                    | Eintracht Francoforte        | BL                           | 34         | 17         | 9          | 8          | CG              | 3               | 2               | 0               | 1               | UEL                | 12                 | 7                  | 2                  | 3                  | -           | -           | -           | -           | -           | 49     | 26     | 11     | 12     | 53,06      | 3º          |
| Totale Eintracht Francoforte | Totale Eintracht Francoforte | Totale Eintracht Francoforte | 68         | 28         | 23         | 17         |                 | 6               | 4               | 0               | 2               |                    | 22                 | 11                 | 4                  | 7                  |             | -           | -           | -           | -           | 96     | 43     | 27     | 26     | 44,79      |             |
| Totale carriera              | Totale carriera              | Totale carriera              | 248        | 141        | 50         | 57         |                 | 26              | 20              | 2               | 4               |                    | 40                 | 15                 | 9                  | 16                 |             | -           | -           | -           | -           | 314    | 176    | 61     | 77     | 56,05      |             |

## Palmarès

### Allenatore
- Campionato lussemburghese: 3

F91 Dudelange: 2016-2017, 2017-2018, 2018-2019
- Coppa del Lussemburgo: 2

F91 Dudelange: 2016-2017, 2018-2019